# Jens Deimel
Jens Deimel (Winterberg, 14 settembre 1972) è un ex sciatore nordico tedesco attivo sia nel salto con gli sci sia nella combinata nordica, disciplina nella quale colse i maggiori successi.

## Biografia

### Carriera nel salto con gli sci
In Coppa del Mondo esordì il 1º gennaio 1991 a Garmisch-Partenkirchen (51°); in seguito si specializzò nella combinata nordica, partecipando solo a un'altra gara di Coppa del Mondo di salto e a un'edizione dei Giochi olimpici invernali, Albertville 1992 (34° nel trampolino normale)

### Carriera nella combinata nordica
In Coppa del Mondo esordì il 4 gennaio 1992 a Schonach (14°) e ottenne l'unico podio il 23 gennaio 1993 a Saalfelden (3°).
Prese parte a due edizioni dei Giochi olimpici invernali, Albertville 1992 (5° nella gara a squadre) e Nagano 1998 (13° nell'individuale, 6° nella gara a squadre) e a cinque dei Campionati mondiali, vincendo una medaglia.

## Palmarès

### Combinata nordica

#### Mondiali
- 1 medaglia:
  - 1 bronzo (gara a squadre a Falun 1993)

#### Mondiali juniores
- 2 medaglie:
  - 1 argento (gara a squadre a Vuokatti 1992)
  - 1 bronzo (individuale a Vuokatti 1992)

#### Coppa del Mondo
- Miglior piazzamento in classifica generale: 9º nel 1996
- 1 podio (individuale):
  - 1 terzo posto

### Salto con gli sci

#### Coppa del Mondo
- Miglior piazzamento in classifica generale: 50º nel 1993